# Club Atlético Estudiantes (Olavarría)
Club Atlético Estudiantes es un club deportivo de la ciudad de Olavarría, ubicada en la Provincia de Buenos Aires, Argentina. 
Entre las prácticas deportivas del club figuran ajedrez, baloncesto, bochas, ciclismo, fútbol, golf, handball, hockey, patín, rugby, sóftbol, tenis, vóley, remo y natación. 
En fútbol participó del Torneo Regional Federal Amateur 2021/22, siendo eliminado en Primera Fase.

## Historia
Fue fundado el 12 de abril de 1912 por un grupo de estudiantes de la Escuela Normal, creada en 1910.

### Fundación
En 1911, un grupo de alumnos de secundaria del Normal de Olavarría, formaron un equipo de fútbol bajo la dirección del profesor Alejandro Bertolozzi. El equipo tenía el nombre de "Los Normales", en alusión a la escuela y su uniforme consistía en rayas verticales blancas y negras.
Francisco Amoroso, José Rípoli, Daniel Márquez, Arsenio Cavilla Sinclair, Darío Donella, Víctor Lorea, Carlos Fassina, Atanasio Mora e Italio Ratta, fueron algunos de los representantes de "Los Normales". Más tarde, el 12 de abril de 1912, se constituyeron en un club. Su comisión la componían: José V. Rípoli de presidente, el secretario era Arsenio Cavilla, el tesorero Daniel Márquez y los vocales: Darío Donella, Francisco Amoroso, Manuel Aristarán, Manuel de la Canal y Vicente Lorea. Tras una votación por unanimidad se decidió que el nombre de la nueva institución sería el de Fútbol Club Estudiantes.
Si bien el club actualmente está caracterizado a nivel nacional como un club de básquetbol, inicialmente el Club Atlético Estudiantes se creó como equipo de fútbol y luego se sumaron otras actividades: gimnasia metodizada, pedestrismo, boxeo y lucha, en 1914; tenis en 1915 y bochas en 1916.

## Básquetbol

#### Los 80´s
En 1979 las obras del Maxigimnasio de Estudiantes iban viento en popa tras el impulso que le dio Carlos Víctor Portarrieu. Mientras la Mega obra se desarrollaba, el escenario natural para el desarrollo del básquetbol en el Parque Guerrero era el Mini-gimnasio, que había sido inaugurado en 1970.
En esas temporadas llegaron a Olavarría dos de los jugadores más populares del club: el santafesino Ricardo Rosendo Marcos "Rata" Rattone y el norteamericano Joe Hord.

#### La figura del "Roby"
Roberto Agustín "Roby" Colmenero es sinónimo del básquetbol bataraz, su talento, garra, personalidad y temperamento marcaron a fuego las retinas de los bataraces.
Muchos sostienen que si "Roby" hubiera nacido diez años después hubiese sido figura descollante de la actual Liga Nacional. Una visión global del juego: velocidad para decidir si pasar o tirar, efectividad desde los seis metros y la capacidad de mantener la mente fría ante las situaciones más presionantes, lo hicieron un jugador distinto y un goleador nato."Roby" jugaba con el corazón, le gritaba los goles a la mismísima hinchada de Racing y no le importaba si estaba jugando en el Guerrero o en el Parque Olavarría, donde estuviera, se besaba la albinegra con su cara transformada de emoción, desafiando con la mirada. Era el más insultado por los racinguistas, pero también el más admirado por su talento. 
"Roby" se fue el 7 de abril de 2010 a los 53 años con la camiseta blanca y negra pegada a la piel, con sangre bataraza, y con mil recuerdos de miles de partidos gritando el gol, con toda la furia, con todas las ganas, con todo el corazón. Así jugaba él. Y así lo recordaremos todos.

#### Los ascensos 1991-1994
En 1991 Estudiantes vuelve a los torneos regionales y provinciales comenzando el vertiginoso camino hacia la Liga Nacional "A". 
En 1992 apareció en los primeros planos el nombre del dirigente más importante en la historia del básquet olavarrience, Daniel Trapani, el "Gordo", quien  comenzó a soñar con ver a Estudiantes en la liga nacional y se encargó de trasmitirle ese sueño a todos los que lo rodeaban. Esa temporada nacieron los eslóganes: “Estudiantes a la Liga Nacional” y “El equipo de la ciudad” y comenzaron las incorporaciones: Humberto "Cachorro" Clerici, Jorge Fuchs, Mariano Beltramella, el base de Misiones Horacio Santa Cruz y el ala pivote santafecino Luis González. Más los olavarrienses Leo Sainte Cluque, Jorge Botta y Alejandro Barresi. Un equipo sólido en defensa y mortal atacando rápido que tuvo el apoyo del público por la entrega de sus integrantes. El Bata fue paso a paso dejando en el camino a Unión y Progreso de Tandil, un equipo muy duro, en una memorable actuación como visitante de los albinegros.
Comandante Espora fue el rival clave para definir la semifinal de la zona Sur, los dirigidos por Oscar Brúa se impusieron y pasaron a la final bonaerense ante el Ciclista de Junín, liderado por la dupla Zagrodny/Pastorino. Estudiantes logró el ascenso a la Liga "B" en un tercer cotejo jugado en la cancha de Atenas de La Plata, en ese equipo también estaban Adolfo "Gurí" Perazzo, Cusenier, Gatón Escudé y Carlitos Mazzini.
Ya era el equipo de la ciudad y había alcanzado el mérito del reconocimiento olavarriense. La primera parte del torneo de la Liga "B" fue dirigida por Oscar Brúa y luego llegó José Antonio Cottonaro. Tras la deserción de River Plate, Estudiantes pasó a disputar el Torneo Nacional de Ascenso en la temporada 1994/1995, con jugadores como Santiago Dubois (había fichado la temporada anterior), Rubén Mignani, Marcelo Javier Ottolini, Santiago Vesco y Bruno Crivelli. Unos de los hechos más relevantes de ese equipo fue que en la pretemporada le ganó en el Maxi al Atenas de Milanesio, Espil, Oberto y Ossela. Estudiantes Finalizó la temporada en el octavo lugar perdiendo en play-off frente a Regatas de Mendoza, que contó con un descomunal Mauricio "Pipío" Pedemonte. 
Para la 95/96 Estudiantes contrató a Aldo Marchesini y se reforzó para ascender con Pedro Casermeiro, Edgard Merchant, Roland Houston, Diego Maggi, Mario Romay y retuvo a Mignani y Dubois. A mitad de temporada Marchesini fue reemplazado por Heriberto Schonwies. El recordado plantel logró el segundo puesto, tras perder con Obras la Final y luego disputar el repechaje con Ferro, cayendo 2-1. 
Tras la negativa de jugar la Liga Nacional de Luz y Fuerza de Posadas, Estudiantes fue el primer candidato a quién se le ofreció la plaza de la máxima categoría y la dirigencia no dudó en confirmar la presencia en la Liga Nacional 96/97.

#### Primeras temporadas en la Liga Nacional
Para la primera temporada del bata en la liga las incorporaciones fueron: en la base Alejandro Coronel, el todo terreno Alejandro "Gallego" Ferrari, Joe Harvell (goleador del equipo), los tiradores Mario Milanesio y Miguel Zandomeni, el extranjero nacionalizado James Parker, los pivots Víctor Alexander y Guillermo Coisson y se retuvo a Bruno Crivelli.
Con la temporada en juego la dirigencia decidió cambiar de entrenador, desafectando a Schonweis por lo que Daniel Frola, su asistente, tomó las riendas del bata. Fue una temporada con muchos altibajos, con un equipo que por momentos brindaba espectáculo con las rachas tripleras de Harvell y Milanesio, sumados a la garra de Coronel y Ferrari. Finalmente Estudiantes jugó el play off de permanencia y se cobró venganza de la última definición del TNA y mandó a Obras Sanitarias a la segunda categoría, tras dar vuelta la desventaja de localía y vencer en Nuñez 93-83.
En la temporada 1997/1998, la dirigencia empezó a construir los cimientos de lo que serían los años dorados del bata: contrato a Gustavo Ismael "Lobito" Fernández y Claudio "Lolo" Farabello, provenientes de Boca; hizo una gran apuesta con Nicolás Gianella, que jugaba el TNA para Gimnasia y Esgrima de La Plata; y mantuvo al rendidor Alejandro Ferrari. Con esa base Alejandro "Paquito Álvarez se hizo cargo de dirigir al bataraz. El plantel se completó con el tirador José Luis Gil, el interno Andrés Santamaría, los extranjeros, Patrick Tompkins y Thomas Bourroghs (Ex Boston Celtics) y el bahiense Manuel Muguruza.
El Bata volvió a quedar en el puesto 14°, manteniendo la categoría, tras vencer por la permanencia a Quilmes 3-0, en un recordadísimo partido en el Once Unidos, en el que Bourroghs y "Josi" Gil, la metieron de todos los rincones. Sin embargo la anécdota mayor fue la pelea Tompkins/"Gallo" Pérez que terminó con ambos expulsados y el jugador cervecero noqueado sobre el parqué.

#### La era Hernández
El 20 de julio de 1998, el entrenador Sergio Santos "Oveja" Hernández, toma las riendas del equipo profesional del Club Atlético Estudiantes de Olavarría. Tras seis temporadas en la LNB, su récord era de 139 victorias y 162 derrotas, como entrenador de Sport Club, Deportivo Roca y Regatas de San Nicolás.
A Gustavo Fernández, Claudio Farabello y Nicolás Gianella, se le sumaron Víctor Baldo, Gabriel Riofrío y la contratación de Hernán Abel "Loco" Montenegro; más tarde se incorporarían los extranjeros Sam Ivy y Lucius Jackson, luego reemplazado por el goleador J. J. Eubanks. 

Estudiantes encontró en Eubanks un extranjero con puntos en las manos y tras derrotar a Andino de La Rioja en los play-offs de reclasificación, cayó con Atenas de Córdoba en cuartos de final (3-1). Los últimos minutos de la temporada tuvieron como banda de sonido el aplauso cerrado de todo el Maxi, para despedir a un equipo que pese a la baja de Montenegro por sus constantes lesiones consiguió el objetivo planteado y terminó en la 7° posición.
"Nosotros queríamos más, no sólo forzar un quinto partido, sino meternos en la semifinal. Me parece que la gente notó ese sentimiento y por eso lo reconoció de la manera en que lo hizo'', opinó el director técnico de Estudiantes, Sergio Santos Hernández, al finalizar la temporada.

##### Liga Nacional 1999/2000
Para la temporada 1999/2000 el "Oveja" junto con la dirigencia apuntaron alto al mantener a Fernández, Baldo, Farabello, Gianella, Eubanks y dio el salto de calidad al arreglar condiciones con Daniel Farabello, Rubén "Colo" Wolkowyski y el extranjero Dwayne "Chila" McCray. El equipo no defraudó y a fuerza de defensa asfixiante y contragolpe, fue derrotando rivales durante la primera fase. En el receso y con el primer puesto sobre sus espaldas, el bata viajó a Róterdam a jugar el Holland Basketball Week, donde perdió la final frente al Villerbaunne de Francia, por 85-78, siendo Eubanks el MVP del certamen y con Dani Farabello y Wolkowyski en el quinteto ideal.
A la vuelta de Europa el bata mantuvo su racha y terminó la fase regular como número uno. En la fase de play-offs, volvió a festejar en cuartos de final en el Once Unidos, ante Quilmes 3-1. Luego venció sin sobresaltos a Gimnasia de Comodoro Rivadavia en semis, para enfrentarse en la final con quién era el bicampeón hasta ese momento: Atenas de Córdoba.
A la final llegaban los mejores de la fase regular, dos estilos totalmente distintos. Estudiantes y la apuesta histórica de Hernández: cerrar línea de pase, defensa todo el campo, asegurar rebote defensivo, transición rápida y anotar de contraataque. Atenas, juego de control, pausado, al borde del tiempo de posesión, con acciones generalmente programadas.
El miércoles 3 de mayo de 2000, era la cita en el Parque guerrero, donde más de 5000 personas iluminaron el Maxi. El local venció al multi-campeón por 86 a 80, en un juego muy parejo. Eubanks, fue la figura del partido, metió todo lo que generaba su equipo en contraataque. Mientras que Atenas nunca encontró cancha libre para definir y dependió exclusivamente del Pichi Campana. Con 10 puntos de ventaja con poco más de dos minutos por delante, el bata parecía que tenía el partido en el bolsillo, pero el "Griego" metió cuatro triples seguidos e instaló la emoción. Finalmente Estudiantes mantuvo la calma y el oficio de Atenas no halló resquicio para empañar la fiesta albinegra. 
El segundo partido tenía el mismo escenario, pero esta vez el trámite iba a ser un poco más holgado para el bata, 82 a 66 con 22pts de J.J. Eubanks y 17 de Wolkowyski, para ponerse 2-0 arriba.
Para el tercero, la serie se trasladó a Córdoba donde el local venció claramente 95 a 77, de la mano de Osella (22pts) y descontó la ventaja, ahora estaban 2-1. Dos días más tarde la serie se emparejaba en dos partidos por bandos tras el triunfo del verde por 78-70, pese a los 31pts. de Eubanks. Fue un partido muy friccionado que estuvo punto a punto hasta el último minuto.
El quinto punto de la serié se dio en la ciudad del cemento. Un partido que lo tuvo todo: condimento, clima, buen básquetbol, Estudiantes venció a Atenas 81 a 76 y a sacó ventaja ante su público (3-2). El ambiente fue ideal desde la salida de los equipos. Con Eubanks palmeando a sus compañeros en el pecho a lo Griguol. Gianella y McCray fueron las figuras albinegras sobre el final y J.J. mantuvo su promedio al anotar 26 puntos.
De vuelta a la provincia mediterránea Atenas volvió a empatar la serie y obligar a un séptimo y último partido 80-72. El tándem Campana/Osella ( 24 y 25pts. respectivamente) hicieron estragos en un Estudiantes que nunca encontró la efectividad de larga distancia y falló mucho desde la línea de los libres.
La atmósfera del capítulo final se respiró durante los cuatro días de vigilia. Los entredichos de los protagonistas a través de la prensa, las plateas que se agotaron rápidamente, el análisis de como se le debe ganar al rival. Lo cierto es que el 25 de mayo de 2000, Estudiantes y Atenas, disputaron el partido decisivo de la temporada 99/2000, ante un Maxigimnasio abarrotado de gente. 
En el primer cuarto Atenas dominó con la efectividad de Marcelo Milanesio y Jared Prickett. En el segundo período, la asfixiante defensa 'bataraz' obligó 10 perdidas visitantes, con un Daniel Farabello como estandarte defensivo, que permitió salir en ataque rápido.
En el tercero Estudiantes logró la máxima ventaja, pero el griego se recuperó y pasó al frente por 64-59. El capítulo final del partido entró en zona de infarto. Nicolás Gianella metió un triple clave e igualó en 66. Apareció Wolkowyski y Víctor Baldo salto del banco con la capa de héroe y metió dos dobles y tres tapas fundamentales. Con un minuto por jugar y el tanteador 75-69, Estudiantes gritó campeón.
Estudiantes (80): Gustavo Fernández, 5; Daniel Farabello, 9; J. J. Eubanks, 17; McCray, 7; Wolkowyski, 21 (formación inicial); Gianella, 17; Claudio Farabello, y Baldo, 4. Director técnico: Sergio Hernández. 
Atenas (71): Milanesio, 13; Campana, 10; Osborne, 21; Prickett, 6; Osella, 8 (formación inicial); Palladino, 6; Leonardo Gutiérrez, 3; Lábaque, 4. Director técnico: Pablo Coleffi.
Resumen de la Final
| Serie Final LNB 1999-2000 / Estudiantes 4 - Atenas 3 |                         |    |                         |    |
| Partido 1                                            | Estudiantes (Olavarría) | 86 | Atenas (Córdoba)        | 80 |
| Partido 2                                            | Estudiantes (Olavarría) | 82 | Atenas (Córdoba)        | 66 |
| Partido 3                                            | Atenas (Córdoba)        | 95 | Estudiantes (Olavarría) | 77 |
| Partido 4                                            | Atenas (Córdoba)        | 78 | Estudiantes (Olavarría) | 70 |
| Partido 5                                            | Estudiantes (Olavarría) | 81 | Atenas (Córdoba)        | 76 |
| Partido 6                                            | Atenas (Córdoba)        | 80 | Estudiantes (Olavarría) | 72 |
| Partido 7                                            | Estudiantes (Olavarría) | 80 | Atenas (Córdoba)        | 71 |

##### Liga Nacional 2000/2001
En el receso entre temporadas, el bata sufrió tres bajas considerables. Una fue la del MVP de las Finales, Rubén Wolkowyski, que fichó para Seattle Supersonics de la NBA, lo que originó un hueco difícil de llenar, debido a la escasez de internos nacionales de la talla del Colo. Sin embargo, la dirigencia se movió con velocidad para encontrar en Gabriel Fernández el reemplazo natural de Wolkowyski, un pivot de oficio, con tiro exterior y que no lo esquivaba al roce. Otra de las bajas fue la de Eubanks, en ese caso los dirigentes fueron astutos nuevamente y ficharon a un extranjero de renombre de la Liga, Byron Wilson. Y la tercera deserción fue la de Nicolás Gianella, para la que se recurrió a una apuesta arriesgada: contratar a Paolo Quinteros, un goleador de raza pero que no tenía experiencia en la liga nacional. La cuarta incorporación del bata fue la del tucumano Gabriel Díaz, de gran desempeño en Andino de la Rioja. Esa temporada, la 2000/2001, permitió la incorporación de la plaza del tercer extranjero, por lo que Estudiantes trae a Trelonnie Owens, lo que cerró un verdadero equipazo, de la misma calidad que el de la 1999/2000 y aún más largo, para afrontar una temporada que tendría como complemento los compromisos continentales (Liga Sudamericana y Panamericano de Clubes).
Estudiantes culminó la fase regular en primer lugar por segunda temporada consecutiva, con medio punto de ventaja sobre Atenas (que contrató a J.J. Eubanks para los playoffs). En el camino también se adjudicó el Torneo Copa de Campeones venciendo en la final y en el Cerutti al local.
En cuartos de final el rival fue su homónimo de Bahía Blanca, en principio un rival accesible. El Bata barrió la serie 130-97, 95-91 y 93-89. En el próximo escalón estaba Boca. En el Maxi Estudiantes ganó cómodamente el primero 112-86, pero Boca sorprendió en el segundo ganando 91-89, con un doble sobre la bocina. En la Bombonerita el bata reaccionó y cerró la serie 3-1 (91-86 y 95-85).
En la Final el bata enfrentó a Libertad de Suncháles. El primer partido lo controló de principio a fin y lo cerró con un claro 111-100. En el segundó, el aurinegro dio el batacazo 85-84, con un libre de Mariano Cerutti a menos de un segundó y empató la serie. En el tercero, Estudiantes retomó el liderazgo de la serie, llevándose el triunfo 100-83 y en el cuarto volvió a triunfar 91-86, dejando la serie match-point.
La serie volvió a Olavarría, donde el bata no dejó resquicio para la duda. Manejó el quinto partido de principio a fin (sacó 20 puntos en el primer tiempo) y desató el festejo, ganando 132-99.

##### Campeonato Sudamericano de Clubes Campeones 2000
El primer torneo internacional oficial del Bata fue el Campeonato Sudamericano de Clubes Campeones, que se disputó en Valencia, Venezuela. El equipo de Olavarría llegó al torneo en plena pretemporada, con dos extranjeros "de prueba" (Zavian Smith y Marshall Phillips) y con solo unas decenas de entrenamiento en los hombros. Estudiantes cerró el torneo en cuarta posición tras perder en semifinales con Trotamundos (luego campeón) y en la definición por el tercer puesto con Welcome de Uruguay.

##### Panamericano de Clubes 2000
El segundo compromiso internacional del año para el bata fue el Campeonato Panamericano de Clubes que se realizó en Uruguay. Estudiantes quedó segundo en el Grupo B, tras ganarle a Vasco da Gama de Brasil y Mayas, de México y caer por un punto con el local Aguada. En el cruce de semifinales se encontraba con el otro local, Welcome. En un recordado partido el conjunto de Hernández, venció a los uruguayos en suplementario 104-102. Daniel Farabello se convirtió en el héroe, forzando el suplementario con un triple de siete metros, a falta de dos segundos del final del tiempo regular. En el partido definitorio El bataraz, se tomó revancha y derrotó a Aguada 74-64, obteniendo el título panamericano.

##### Liga Sudamericana 2000
Estudiantes arrancó su participación en la Liga Sudamericana en Bogotá, donde se clasificó adjudicándose el Grupo "B", tras vencer a Uberlandia de Brasil, Real Santa Cruz de Bolivia y Piratas de Bogotá, quedando con el número uno de la general. El bata se cruzó en cuartos de final con el último campeón, el Vasco Da Gama de Elio Rubens, que contaba entre sus líneas con un joven Nené, Janjao, Aylton, Charlie Byrd, Elinho, Demetrius, Sandro Varejao y Grillo Vargas. En el primer partido en tierras cariocas, el bata venció cómodamente 91-67 y, en un final de película, cerró la serié en el Parque Guerrero al triunfar 107-106, en dos suplementarios, de la mano de la dupla Wilson/McCray. En la Semi, el rival sería nuevamente Atenas de Córdoba, que venció a Welcome de Uruguay.
La serie con formato 2-1, comenzó con victoria griega en el Ceruti, pero estudiantes los dio vuelta en el Maxi (79-68 y 84-80) para pasar a la final. Del otro lado de la llave Gimnasia le ganó el tercer partido a Flamengo en Comodoro.
El Bata y el verde arrancaron la serie en la Patagonia, con victoria local. El espejismo duró poco tiempo porque los siguientes tres partidos Estudiantes borró a Gimnasia (100-86, 106-86 y 100-78) y se quedó con la Liga Sudamericana en un Maxi repleto.

##### Liga Nacional 2001/2002
Tras dos exitosísimas temporadas, Estudiantes se preparó para hacer historia: ser el primer tricampeón de la historia de la Liga Nacional. Luego de tres temporadas cambió de base, Sebastián Ginobili, por Gustavo Fernández, mantuvo a un ya afianzado Paolo Quinteros, al tucumano Gaby Díaz y al rendidor Chila MacCray, trajo al talentoso Leopoldo Ruiz Moreno y contrató como internos al histórico Diego Osella y a un prometedor Diego Logrippo. Estudiantes no estuvo ajeno a la crisis económica que afectó al país pero pese a los problemas financieros, cerró la primera fase quedándose con la Zona Sur con un récord de 11 victorias y 3 derrotas.
Entre reuniones por el pago de deudas y amenazas de representantes, el bata viajó a Santa Fe a jugar el Top 4 (sin los extranjeros) y lo ganó. Venció a Atenas, cayó con Gimnasia de La Plata y se recuperó contra Libertad de Sunchales. Fue el sexto título conseguido por Hernández y unos frescos 50 mil pesos que le dieron aire a una economía complicada. 
La segunda fase no arrancó bien para Estudiantes, tras la baja de los extranjeros, tuvo muchos altibajos, pero logró recuperarse y peleó la punta hasta la última fecha, el esfuerzo no alcanzó y quedó segundo detrás de Atenas. El escalón siguiente fue la Liga Sudamericana, en el grupo de Brasil, el bata venció a Deportes Valdivia, Regatas Lima y al local Riveirao Preto y se quedó con el 1. En cuartos barrió 2-0 al Mavort de Ecuador. 
Con los dos frentes abiertos y con un equipo de menos recambio, el desgaste fue mucho mayor que en temporadas anteriores y las consecuencias llegaron. Estudiantes estuvo contra las cuerdas frente a Belgrano de San Nicolás, pero se pudo reponer y ganar la serie 3-2, para pasar a las semifinales. El otro objetivo era Libertad de Sunchales (semifinales de Liga Sudamericana), para lo que la dirigencia logró recontratar a McCray, pero no puedo superar a los tigres y quedó fuera de la máxima competencia continental 2-1.
Ya con una sola competencia en el calendario, el albinegro se tenía que concentrar solo en el Quilmes de Dani Farabello, para llegar a la final. El resultado global fue 3-2, en un quinto partido con el Maxi lleno y con un tremendo Federico Marín. El Rival en la final era un viejo conocido, Atenas de Córdoba, con el mejor Hermmann, Leo Gutiérrez, Marcelo Milanesio, Andrés Pelusi.
Estudiantes estuvo cerca de visitante en el primero (88-82) y fue vapuleado en el segundo 104-83. En Olavarría el griego ganó el tercero 91-87 y el bata descontó en el cuarto 96-90. El quintó en el Ceruti cerró la serié 4-1 para los locales y arrojó por borda el sueño del tricampeonato.

##### Liga Nacional 2002/2003
Los inconvenientes económicos que sufrió el bata en la temporada 2001/2002, obligaron a la dirigencia bataraz a conformar un equipo modesto para la 2002/2003. Los bases: Diego Alba y Fernando Tittarelli, el escolta Julio Mázzaro, los aleros Fernando Malara y Fernando Cavagna y los internos Martín Pasquinelli y Darío Mansilla, a los que se sumaron los locales Lucas Drazeta, Nicolás Lorenzo y Federico Arce. Estudiantes comenzó mal la temporada, pero con la llegada del norteamericano Shanne Jones, se potenció y logró los dos primeros objetivos: ganar la Zona Centro y clasificar al Top 4. La mano del Oveja nunca estuvo tan presente en un equipo que le respondía tal cual él lo pretendía, la juventud del equipo permitió un estilo de juego muy agresivo. La presión sobre los bases, el cierre de línea de pase, la solidaridad en los bloqueos defensivos y una velocidad envidiable en ataque, hicieron que el "Vamos los pibes" se convirtiera en el Hit del Maxigimnasio. 

El viernes 20 de diciembre fue el último partido de Sergio Hernández en el Maxi, el entrenador se iría al Lobos Cantabria de la Liga Leb (segunda de España) y se despedía con una victoria frente a Atenas de Córdoba 83-73, dejando a Estudiantes en el tope de la tabla.  
"No sé para dónde mirar. Quiero abrazarlos a todos, pero no uno a uno, a todos juntos porque durante cinco años fueron mi familia. Todos los equipos le dieron mucho a la ciudad y yo soy un sobreviviente. Este es el momento deportivo más importante de mi vida. Ningún título es más importante que este momento" Dijo el Oveja en su despedida del Maxigimnasio.
Ariel Amarillo fue el reemplazante de Hernández, en un momento muy caliente, Estudiantes con un equipo modesto, se encontraba en las primeras posiciones junto con Boca Juniors, jugando un básquet muy vistoso y manteniendo el Maxigimnasio invicto (15-0). La lesión de Malara produjo la adquisición de Sebastián "El Negro" Acosta. El DT nicoleño terminó la regular con 12 victorias sobre 17 presentaciones, en la cuarta posición.
En cuartos de final el bata enfrentó a Gimnasia de Comodoro Rivadavia con ventaja de localía. La serie comenzó como nadie lo imaginó: derrota albinegra en el Maxi, en el segundo el bata se recuperó pero los verdes fueron más en la Patagonia y cerraron la serie 3-1.

##### Liga Nacional 2003/2004
En la 2003/2004 el bata mantuvo a Ariel Amarillo en el banco; a Diego Alba, Julio Mazzaro y Sebastián Acosta en el perímetro; a Shanne Jones como extranjero; a Darío Mansilla y Federico Arce como internos; y contrató a Pedro Calderón, Diego García, Joshua Merril y promovió a Alejandro Diez y Mariano Fierro desde las categorías inferiores.
Estudiantes terminó en la quinta posición de la Zona Sur y para la segunda fase cambió a Merril por el nigeriano Chima Igwe. La fase regular culminó con el albinegro en la 10° posición y en la reclasificación, el bata enfrentó a Ben Hur de Rafaela con quién cayó 3-1.

##### Liga Nacional 2004/2005
Carlos "El negro" Romano, fue el designado para dirigir a Estudiantes en la 2004/2005; los perimetrales: Edgardo Sesma, Leonardo Segura, Mariano Franco y Juan Manuel Iglesias; los aleros Matías Barberís y Mariano Fierro; los internos Darío Mansilla, Gerardo Barrera, Alejandro Diez y el extranjero Ronald Blackshear. El equipo de Romano comenzó con un terrible 0-6 como récord y tras probar a varios extranjeros (Michael Hart, Chad Allen, Keith Sudler y Chris Hobbs) la dirigencia decidió cortar al DT, que hasta el momento solo había logrado una victoria en 10 presentaciones. 
Tras un breve interinato de Hernán Laginestra, Daniel "Zeta" Rodríguez, tomó las riendas del bata, contrató a Boubacar Aw y a Eric Martin; y cambió a Leonardo Segura por Leo Diebold. El "Zeta" mejoró sustancialmente lo hecho por Romano. Sin embargo, el bata no logró salir del fondo de la tabla (7 ganados y 9 perdidos) lo que valió otro cambio de entrenador. A principios de febrero Laginestra, volvía a ser el director técnico bataraz y tenía que superar el obstáculo del descenso, con un extranjero menos (Aw desapareció sin aviso de Olavarria) y con un equipo que estaba en la posición 14, a un punto de perder la categoría. 
A Estudiantes le quedaban diez partidos, diez finales. Perdió en Córdoba y en Sunchales, luego de local venció en suplementario al líder Ben Hur, con un soberbio desempeño de los juveniles DIez, Fierro y Barberís, que se bancaron todo el tiempo extra La racha se extendió un partido más tras ganar nuevamente en el parque Guerrero frente a Belgrano de San Nicolás. Perdió con Central en Entre Ríos y en la Patagonia con Gimnasia. Le ganó a Conarpesa de Puerto Madryn en el Maxi y cayó en Mar del Plata con Peñarol.
La situación era por demás de complicada: Obras y Gimnasia de La Plata, eran los únicos debajo del bata en la tabla, por lo que Estudiantes debía ganar sí o sí, al menos uno de los dos partidos que le quedaban para tener chances de mantenerse en la elite. Los rivales de turno: Boca Juniors en el Luis Conde y River Plate en el Héctor Echart.
En la anteúltima fecha, el equipo Olavarriense cae en la bombonerita y Obras le gana a Gimnasia en Comodoro. La única alternativa era ganarle al millonario y que los tacheros pierdan con Conarpesa.
La definición por la permanencia no podía tener más presión. Obras cayó en Madryn y en la cancha de Ferro, River le ganaba a Estudiantes. El reloj del Etchart marcaba los últimos siete segundos de la temporada para el bata, 87 para el local, 86 para el visitante. Crocce falla dos tiros libres, toma el rebote Mansilla, da el pase de apertura para la corrida de Eric Martin que al llegar a la línea de tres se la da a Juan Manuel Iglesias y éste desde la esquina clava un triple sobre la bocina, para el delirio de los bataraces presentes y de toda una ciudad que lo seguía por la radio. Fue 89-87, en un final no apto para cardíacos, el bata seguía en la "A".
Liga Nacional 2005/2006
Tras salvar la categoría, Hernán Laginestra continuó en el cargo, armando un equipo muy joven. En el bata continuaron Juan Manuel Iglesias, Gerardo Barrera, Alejandro Diez y Mariano Fiero; volvió Federico Marín, y llegaron el alero Eduardo Calvelli, el base Lucas PIcarelli, el tirador José Muruaga (goleador del TNA) y el panameño Antonio García Murillo. 
La segunda plaza de extranjero no se concretó de entrada. Laginestra probó a Willie Anderson, a quién luego cortó por Lazaron Borrell, que no pudo resolver sus problemas de papeles y nunca llegó a Olavarría. El reemplazante de Borrel fue Kurtis Rice, que tampoco convenció. La cuarta apuesta fue Edmund Saund, que fue cesanteado al finalizar la primera fase y finalmente se decidió por el conocido Eric Martin.
Estudiantes con muy buenos partidos y una muy buena concurrencia al maxi, culminó sexto en la Zona Sur con siete ganados en 14 presentaciones.
El bata arrancó la segunda fase con todo, llegó a estar cuarto en la tabla general. Sin embargo, la cuestión deportiva no se condecía con la económica. La caída de dos patrocinadores (Las financieras Liol y Curatola), luego de recibir cheques sin fondos, afectaron el estado de ánimo del plantel y, tras una mala racha de 6 caídas, terminó la fase regular en el puesto once. Para colmo de males, Eric Martin dejó la ciudad sin previo aviso, diezmando al plantel.
En los play offs de reclasificación Estudiantes, repleto de lesionados (Calvelli, Marín y Picarelli), se cruzó con Central Entrerriano, cayendo 3-1 y cerrando una temporada agridulce. Donde le ganó a los mejores equipos y perdió partidos increíbles. 
La figura del panameño Antonio García y la consolidación de Alejandro Diez fueron los datos más relevantes de la 2005/2006.

#### Final de una dirigencia gloriosa y pérdida de la plaza.
En 2006 hubo un cambio de autoridades en el club y tras diez temporadas en Liga Nacional "A", se desplazó a la subcomisión de básquetbol y se vendió la plaza. Atrás quedaron los cuatro dirigentes más importantes e influyentes de la historia Bataraza: Daniel Trapani, Pedro Reyes, Héctor Reano y Jorge Rodríguez. 
La nueva comisión directiva encabezada por Oscar González, que estaba ligado al golf, decidió la drástica transacción dejando al club sin básquetbol profesional y en poco más de un año renunció, siendo recordada como la peor gestión en la historia del club. Otros nombres de la ciudad que estuvieron ligados a la historia negra del club fueron: Elbio Armanazqui, Alfredo Casemayor, Pablo De Zorzi y Miguel Scalchi.  

#### Volver a empezar

##### Torneo Provincial de Clubes
En la temporada 2006/2007, Estudiantes participó del Torneo Provincial de Clubes y con Alejandro Pepiche en la dirección técnica, quedó a un paso del ascenso, perdiendo en semifinales con Sportivo Rojas. La siguiente temporada, el bata cayó contra Unión Vecinal de La Plata (luego campeón) en cuartos de final. 
En la 2008/2009, con la dirección de Irineo Galli y con Nicolás Lorenzo y Guillermo Crespo, como figuras, Estudiantes dijo adiós, nuevamente en cuartos de final frente a Liniers de Bahía Blanca.
Tras cuatro temporadas en el Provincial, Estudiantes logró el ansiado ascenso a la Liga Nacional "B" en la 2009/2010, venciendo en la Final a Regatas de San Nicolás.

##### Liga Nacional "B"
Estudiantes debutó en la Liga Nacional "B" 2010/2011, dirigido por Irineo Galli, con un plantel conformado por los perimetrales: Federico Silveyra, Ignacio Catanzaro, Julián Sansimoni, Pedro Barcelona, Sergio López (cortado en la cuarta fecha por Emiliano López Cerdán) y Emiliano Coppero; y los internos: Gerardo Barrera, Federico Arce, Maximiliano Tabieres y Facundo Barreto.
El bata tuvo un torneo para el olvido donde no pudo ganar de visitante ningún partido (0-13). Tras las primera fase y con un récord 3-7 llegó Diego Alba, pero el rendimiento siguió siendo el mismo y quedó quinto en la Zona Sur B2, lo que lo obligó a jugar los play offs por la permanencia. Su primer rival fue Centro Español de Plottier, al que se le ganó en el Maxigimnasio, pero de visitante continuó la mala racha y la serie se cerró 2-1, para los neuquinos.
En el último escalón esperaban Los indios de Moreno, los primeros dos juegos fueron para los locales, por lo que todo se definía en el Parque Guerrero. A falta de dos segundos y con el marcador 62-64 para los visitantes, Nacho Catanzaro recibe el balón bajo el aro defensivo y tras dar dos piques intenta el triple del milagro. Con el reloj en cero, el árbitro Mario Sauer, da una falta y "Cata" tiene tres tiros libre con el partido terminado. Tras convertir todos los intentos Estudiantes venció 65-64 y milagrosamente pudo mantener la categoría.

#### Torneo Federal de Básquetbol
Luego de que la Asociación de Clubes de Básquet (AdC) cediera la organización de la Liga Nacional "B" a la Confederación (CABB), la competencia pasó a llamarse Torneo Federal de Básquetbol.

##### TFB 2011/2012
Bajó la tutela del DT Cristian "Toti" Ruiz, Estudiantes hizo frente a la primera edición del TFB con un equipo conformado por: Federico Arce,  Franco Rivero, Gerardo Barrera, Matías Estalles, Emilio González, Guillermo Crespo, Jonatan Ledesma, Juan Ignacio Varas y Joaquín Giordana.
Tras una primera fase con un récord 6-4, la dirigencia despidió a Ruiz, apostando nuevamente por Alejandro Pepiche. Con "Pepo" en el banco Estudiantes mejoró su desempeño y culminó la serie regular tercero en la Conferencia Centro-Sur, con una racha 13-0 de local. En el cuadrangular por la reclasificación el bata ganó solo un partido, finalizando así su participación en el Torneo Federal.

##### TFB 2012/2013
Estudiantes arrancó la segunda edición del Torneo Federal de Básquetbol, bajo la dirección del bahiense José Luis Pisani, con un plantel integrado por Gerardo Barrera, Federico Silveyra, Julián Marinsalta, Matías Sesto (Sub 21), Fernando Rivera, Juan Levrino, Juan Ignacio Mateo, Rodrigo Sánchez, Facundo Mendoza, Nicolás Ojeda (lesionado y reemplazado por José Luis Pappalardi) y Bruno Sansimoni.
En la primera fase el bata culminó en la primera colocación de la División Buenos Aires, San Martín de Junín, Unión Vecinal y Estudiantes de La Plata e Independiente de Tandil. Para la segunda se sumaron los equipos de la zona metropolitana: Vélez Sarsfield, Villa General Mitre, Pedro Echagüe, Ferro Carril Oeste y Gimnasia y Esgrima de Villa del Parque.
El equipo olavarriense cerró la fase regular en primer lugar, con 17 triunfos y 5 derrotas. En el primer cruce de post temporada Estudiantes, sufrió ante Vélez Sarfield, pero pudo pasar a las semifinales llevándose la serie 2-1, en un tercer partido muy caliente en el Maxigimnasio.
En las semis, los de Olavarría enfrentaron a Hispano Americano de Río Gallegos en desventaja de Localía. En el Parque Guerrero el triunfo fue para el local 90-74 y en el Tito Wilson, cayó 80-70 y 86-70. Más allá de quedar a un paso del ascenso al TNA, el equipo de Pisani tuvo un torneo por arriba de las expectativas, mantuvo el invicto de local (14-0) y mostró tener una clara forma de juego. 

##### TFB 2013/2014
Para la temporada 2013/2014 Estudiantes continuó con José Luis Pisani como entrenador, quién eligió a los bases Federico Silveyra y Luciano Tantos; los escoltas Juan Levrino y Juan Ignacio Mateo; los aleros Rodrigo Sánchez y Leandro Mateo; y los internos Franco Pennacchiotti, Juan Abeiro y Facundo Barreto (Sub21). El bata cerró el 2013, primero en la División Buenos Aires con un récord 12-2 y estiró la racha de local a 22 victorias. En la segunda fase se aseguró “el uno” de la conferencia Capital Bonaerense y además tuvo el mejor récord del país con 23-5.
En cuartos el bata dejó en el camino a Rivadavia de Mendoza 2-1 y se enfrentó a Ferro Carril Oeste en semis. 
Tras 31 partidos invicto como local, Estudiantes perdió frente a Ferro el primer punto en el Maxi 77-74, se recuperó en el segundo 73-54 y viajó a Caballito con la serie igualada 1-1. En el Etchart cayó 67-55 y ganó 77-65, para el delirio de los bataraces que llenaron la tribuna visitante verdolaga. La definición viajó a Olavarría, donde venció 64-53 y pasó a la final de la Región Sur.
El rival era Hispano Americano de Río Gallegos. En el Guerrero Estudiantes venció 72-67, 71-66 y en la Patagonia cayó 72-70 y ganó el cuarto juego 98-95, en suplementario tras igualar en 87, con un triple de Federico Silveyra sobre la bocina, en el tiempo regular.
En la Final se enfrentó a Regatas de Concepción del Uruguay, a quién venció 91-85 (tras igualar en 73 en los 40 minutos regulares) y 87-55 como local. Cayó 88-80 en el primer juego en Entre Ríos y en el cuarto venció 71-69, obteniendo el ansiado ascenso al TNA.

## Estadio

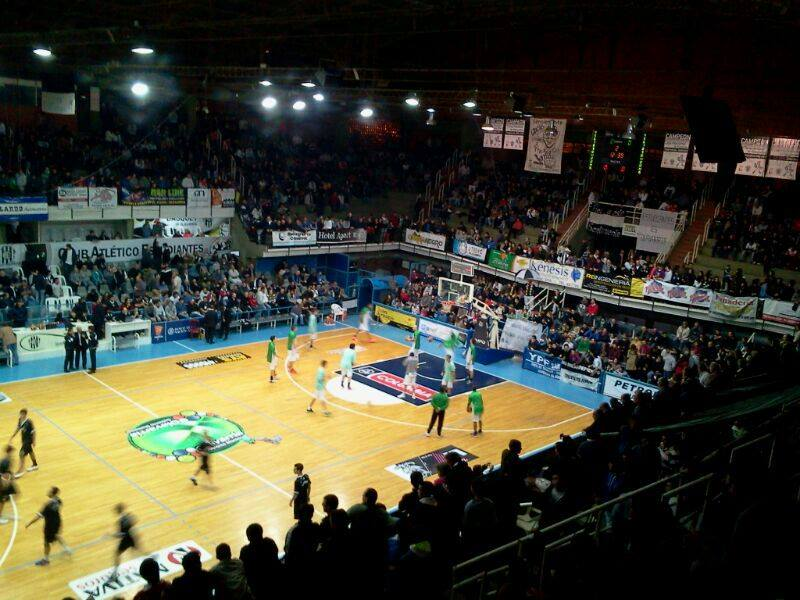
Maxigimnasio del Parque Carlos Guerrero, Olavarría

El club utiliza como pabellón de baloncesto al Maxi Gimnasio del Parque Carlos Guerrero, que posee una capacidad de 7100 espectadores, el estadio de básquetbol propio de un club más grande del país.

## Otros deportes
El equipo de la ciudad de Olavarría se caracterizó por llevar al deporte olavarriense a lo más alto del escalafón sudamericano. En el 2013 consiguió el ascenso a la liga A de hockey.

## Palmarés

### Baloncesto
- Liga Nacional de Básquet (2): 1999-00, 2000-01.
- Liga Sudamericana de Clubes (1): 2001.
- Campeonato Panamericano de Clubes (1): 2000.
- Torneo Copa de Campeones (1): 2000
- Torneo Top 4 (1): 2002.
- Torneo Federal de Clubes (1): 2014.